# Gammarus kischineffensis
Gammarus kischineffensis is een vlokreeftensoort uit de familie van de Gammaridae. De wetenschappelijke naam van de soort is voor het eerst geldig gepubliceerd in 1937 door Schellenberg.
Deze 17 mm (man) grote gammaride komt voor in Oost-Europa: zuidwest Polen, Tsjechië, Slowakije, Roemenië, Bulgarije, Oekraïne en Oost Turkije.